# Kazim
A Kazim (oroszul: Казым) folyó  Nyugat-Szibériában, az oroszországi Hanti- és Manysiföld északi részén. Az Ob jobb oldali mellékfolyója.

## Földrajz
Hossza: 659 km, vízgyűjtő területe: 35 600 km².
A Szibériai-hátságon, a Hanti– és Manysiföld északi részén fekvő Numto-tó környékén ered, a Nadim forrása közelében. A Nyugat-szibériai-alföld északi részén folyik nyugati irányban és Belojarszkij város térségében ömlik az Obba. 
Völgye erősen mocsaras, medre kanyargós. Vizét főként hóolvadék táplálja. November elejétől május második feléig jég borítja. A torkolattól fölfelé mintegy 250 km-en át hajózható. 
Jelentősebb, bal oldali mellékfolyója az Amnya (374 km) és a Lihn.

## Települések
A folyó vidékének őslakosai a hantik. A kazimi hantik kisebb csoportjai a mellékfolyók mentén, illetve a Kazim-torkolat közelében, az Ob jobb partján fekvő Polnovat és Vazenvat faluban élnek.   
A Kazim bal partján fekszik Belojarszkij város, járási székhely. Lakossága 2008-ban 20 000 fő volt. A városban működik az Északi Hanti Folklórarchívum, kialakítása jelentős részben magyar finnugristák, néprajzosok érdeme.

## Külső hivatkozások
- Jugria néprajzi objektumainak térképe. [2009. április 17-i dátummal az eredetiből archiválva]. (Hozzáférés: 2009. július 2.)